# Paclitaxel
El paclitaxel és un fàrmac utilitzat pel tractament del càncer. Va ser descrit pel Research Triangle Institute (RTI) el 1968 quan Monroe E. Wall i Mansukh C. Wani van aïllar el compost que es trobava a l'escorça del teix Taxus brevifolia, i van observar que presentava activitat antitumoral en diversos tipus de tumors. El 1970 els dos científics van determinar l'estructura del paclitaxel. Des de llavors, ha estat una eina molt eficaç pel tractament del càncer de pulmó, del càncer d'ovari, del càncer de mama i de formes avançades del sarcoma de Kaposi. Es comercialitza amb el nom de taxol i juntament amb el docetaxel forma la categoria de compostos farmacològics denominats taxans. Quant a la seva estructura, es tracta d'un diterpè cíclic derivat del nucli del taxà amb un anell oxetà de quatre membres i una cadena amida que modificant-se dona lloc al docetaxel.

## Història
La història del paclitaxel comença el 1958 amb un estudi de l'Institut Nacional del Càncer dels Estats Units que encarregà a botànics del Departament d'Agricultura dels EUA recol·lectar mostres de més de 30.000 plantes i comprovar les seves propietats anticanceroses. Entre ells, unes mostres de branques, acícules i escorça del Taxus brevifolia d'un bosc proper al Mount Saint Helens. Mesos més tard, el 1963, es descobrí que els extractes de l'escorça d'aquesta espècie posseïen qualitats antitumorals. El 1967 s'aconseguí aïllar el principi actiu i s'anuncià el descobriment a la reunió de Societat Química Americana de Miami Beach, Florida, EUA. Aquests resultats, incloent l'estructura química es publicaren el 1971 a la revista Journal of the American Chemical Society. No va ser fins uns quants anys més tard, que es descobrí el mecanisme d'acció del paclitaxel i les possibilitats que oferia aquest compost. El 1993 Bristol-Myers Squibb començà la seva comercialització sota el nombre de Taxol®. Les vendes anuals van arribar als 1600 milions de dòlars l'any 2000.

## Mecanisme d'acció
El paclitaxel actua sobre el citoesquelet de tubulina unint-se a la subunitat beta de la tubulina i alterant l'assemblatge dels microtúbuls i per tant, la segregació cromosòmica i la divisió cel·lular. A diferència d'altres compostos que s'uneixen a la tubulina, com la colquicina, que inhibeix l'assemblatge dels microtúbuls, el paclitaxel estabilitza el microtúbul polimeritzat i impedeix la despolimerització. Això impedeix entrar en metafase i per tant, es bloqueja la mitosi i s'acabava induint l'apoptosi de la cèl·lula o revertint el cicle cel·lular a la fase G, impedint la divisió cel·lular.

## Efectes secundaris
L'existència d'al·lèrgies a la ciclosporina, al teniposide i a fàrmacs que continguin oli de ricí polioxietilat poden predir possibles reaccions adverses al paclitaxel. Es pot subministrar dexametasona prèviament al tractament amb paclitaxel per tal de mitigar part dels efectes secundaris del paclitaxel. Aquests afectes inclou nàusees, vòmits, pèrdua de gana, canvis en el sentit del gust, perduda de cabell, dolor articular a braços i cames durant 2-3 dies, canvis en el color de les ungles, picor a les mans o en als peus. Poden presentar-se efectes més severs com envermelliment, sagnat, dolor i inflamació a la zona de la injecció, alteració dels hàbits intestinals durant més de 2 dies, febre, esgarrifances, tos, mal de coll, dificultat para deglutir, mareig, falta d'alè, ofec, erupció cutània, envermelliment facial i mal de pit.